# Kolana buccina
Kolana buccina is een vlinder uit de familie van de Lycaenidae. De wetenschappelijke naam van de soort werd als Thecla buccina in 1907 gepubliceerd door Hamilton Herbert Druce.